# Morti nel 2009/Ottobre
| Questa pagina contiene informazioni ricavate automaticamente dalle voci biografiche con l'ausilio del template Bio e di un bot. L'aggiornamento è periodico e automatico e ricostruisce completamente la pagina. Se manca una persona in questa lista, sei pregato di non aggiungerla, ma accertati piuttosto che la sua voce biografica contenga il template Bio e che i dati anagrafici siano correttamente compilati. Se il template Bio manca, inseriscilo tu stesso o, in alternativa, metti l'avviso {{tmp\|Bio}} che ne segnala la mancanza. Se i dati riportati sono sbagliati, correggi direttamente la voce biografica; le modifiche saranno visibili in questa lista entro pochi giorni. Per chiarimenti vedi il progetto biografie. La lista contiene solo le 164 persone che sono citate nell'enciclopedia e per le quali è stato implementato correttamente il template Bio. Pagina aggiornata al 18 lug 2025. |

- 1º ottobre - Andrea Angelucci, militare italiano (n. 1974)
- 1º ottobre - Pasquale Simone Neri, militare italiano (n. 1979)
- 1º ottobre - Roberto Palleschi, politico italiano (n. 1925)
- 1º ottobre - Kazumi Takada, calciatore giapponese (n. 1951)
- 2 ottobre - Marek Edelman, attivista e politico polacco (n. 1919)
- 2 ottobre - Jørgen Jensen, maratoneta danese (n. 1944)
- 2 ottobre - Mr. Magic, disc jockey statunitense (n. 1956)
- 2 ottobre - Rolf Rüssmann, dirigente sportivo e calciatore tedesco (n. 1950)
- 3 ottobre - Franco Concas, politico italiano (n. 1927)
- 3 ottobre - Sebastiano Di Lorenzo, politico italiano (n. 1922)
- 3 ottobre - Rino Di Silvestro, regista italiano (n. 1932)
- 3 ottobre - Zoran Mijucić, calciatore serbo (n. 1968)
- 3 ottobre - Reinhard Mohn, imprenditore e editore tedesco (n. 1921)
- 4 ottobre - Gino Giugni, politico e giurista italiano (n. 1927)
- 4 ottobre - Roger Green, archeologo neozelandese (n. 1932)
- 4 ottobre - Nazzareno Guasso, politico italiano (n. 1933)
- 4 ottobre - Gerhard Kaufhold, calciatore tedesco (n. 1928)
- 4 ottobre - Ernő Kolczonay, schermidore ungherese (n. 1953)
- 4 ottobre - Shōichi Nakagawa, politico giapponese (n. 1953)
- 4 ottobre - Basava Premanand, divulgatore scientifico indiano (n. 1930)
- 4 ottobre - Günther Rall, aviatore e generale tedesco (n. 1918)
- 4 ottobre - Mercedes Sosa, cantante e attivista argentina (n. 1935)
- 5 ottobre - Rob Bron, pilota motociclistico olandese (n. 1945)
- 5 ottobre - James Duesenberry, economista statunitense (n. 1918)
- 5 ottobre - Gianni Elsner, attore, conduttore radiofonico e politico italiano (n. 1940)
- 5 ottobre - Izrail' Moiseevič Gel'fand, matematico sovietico (n. 1913)
- 5 ottobre - Giselher Klebe, compositore tedesco (n. 1925)
- 5 ottobre - Hugh Lloyd-Jones, filologo classico e grecista britannico (n. 1922)
- 6 ottobre - Pamela Blake, attrice statunitense (n. 1915)
- 6 ottobre - John Cunnison Catford, linguista scozzese (n. 1917)
- 6 ottobre - Enrico Ghio, politico italiano (n. 1923)
- 7 ottobre - Fernand Guillou, cestista francese (n. 1926)
- 7 ottobre - Gianfranco Mingozzi, regista e sceneggiatore italiano (n. 1932)
- 7 ottobre - Irving Penn, fotografo statunitense (n. 1917)
- 7 ottobre - Wang Yuzeng, cestista cinese (n. 1912)
- 7 ottobre - Helen Watts, contralto britannico (n. 1927)
- 7 ottobre - Pedro Zadunaisky, astrofisico e matematico argentino (n. 1917)
- 8 ottobre - Bill Bolger, cestista statunitense (n. 1931)
- 8 ottobre - Arturo Ferrara, imprenditore e inventore italiano (n. 1914)
- 8 ottobre - Ettore Mazzarri, chimico italiano (n. 1919)
- 8 ottobre - Michael Angelo Saltarelli, vescovo cattolico statunitense (n. 1932)
- 8 ottobre - Vito Scalia, politico e sindacalista italiano (n. 1925)
- 9 ottobre - Arne Bakker, hockeista su ghiaccio e calciatore norvegese (n. 1930)
- 9 ottobre - Aldo Buzzi, scrittore, sceneggiatore e regista italiano (n. 1910)
- 9 ottobre - Arturo "Zambo" Cavero, cantante e insegnante peruviano (n. 1940)
- 9 ottobre - Vjačeslav Ivan'kov, mafioso russo (n. 1940)
- 9 ottobre - Stuart M. Kaminsky, scrittore, saggista e giornalista statunitense (n. 1934)
- 9 ottobre - Valentin Nikolaev, allenatore di calcio e calciatore sovietico (n. 1921)
- 9 ottobre - Giovanni Salvo, militare italiano (n. 1978)
- 9 ottobre - Horst Szymaniak, calciatore tedesco (n. 1934)
- 10 ottobre - Celeste Brancato, attrice italiana (n. 1969)
- 10 ottobre - Iskander Abdurachmanovič Chamraev, regista sovietico (n. 1934)
- 10 ottobre - André Even, cestista francese (n. 1926)
- 10 ottobre - Stephen Gately, cantautore e attore irlandese (n. 1976)
- 10 ottobre - Claude Houben, bobbista belga (n. 1926)
- 10 ottobre - Loo Hor-kuay, cestista taiwanese (n. 1934)
- 11 ottobre - Joan Martí Alanis, arcivescovo cattolico spagnolo (n. 1928)
- 11 ottobre - Tommaso Berger, imprenditore italiano (n. 1929)
- 11 ottobre - José Compagnucci, calciatore e allenatore di calcio argentino (n. 1917)
- 11 ottobre - Veronika Neugebauer, doppiatrice, conduttrice radiofonica e attrice tedesca (n. 1968)
- 12 ottobre - Aristide Barilli, pittore e giornalista italiano (n. 1913)
- 12 ottobre - Alberto Castagnetti, nuotatore italiano (n. 1943)
- 12 ottobre - Mildred Cohn, biochimica statunitense (n. 1913)
- 12 ottobre - Massimo Mattolini, calciatore italiano (n. 1953)
- 12 ottobre - Dante Méndez, allenatore di pallacanestro uruguaiano
- 12 ottobre - Stan Palk, calciatore inglese (n. 1921)
- 12 ottobre - Frank Vandenbroucke, ciclista su strada belga (n. 1974)
- 12 ottobre - Franco Villa, direttore della fotografia italiano
- 12 ottobre - Rocco Zambelli, geologo e paleontologo italiano (n. 1916)
- 13 ottobre - Maria Angiolillo, collezionista d'arte e socialite italiana (n. 1921)
- 13 ottobre - Al Martino, cantante e attore statunitense (n. 1927)
- 13 ottobre - Francesco Nazzaro, pittore italiano (n. 1921)
- 13 ottobre - Corrado Sannucci, cantautore, giornalista e scrittore italiano (n. 1950)
- 13 ottobre - Orane Simpson, calciatore giamaicano (n. 1983)
- 14 ottobre - Lou Albano, statunitense (n. 1933)
- 14 ottobre - Elio Fusco, rugbista a 15 e allenatore di rugby a 15 italiano (n. 1933)
- 14 ottobre - Ranieri Galluzzo, calciatore italiano (n. 1925)
- 14 ottobre - Roberto Piantoni, alpinista italiano (n. 1977)
- 14 ottobre - Collin Wilcox, attrice statunitense (n. 1935)
- 15 ottobre - Emil Assad Rached, cestista brasiliano (n. 1943)
- 15 ottobre - Giuseppe Pompella, filologo classico e grecista italiano (n. 1932)
- 16 ottobre - Georgette Coste, cestista e allenatrice di pallacanestro francese (n. 1925)
- 16 ottobre - Roberto Gusmani, glottologo italiano (n. 1935)
- 16 ottobre - Andrés Montes, giornalista spagnolo (n. 1955)
- 16 ottobre - Nello Rossati, regista e sceneggiatore italiano (n. 1942)
- 16 ottobre - Adriano Vianello, drammaturgo, regista teatrale e autore televisivo italiano (n. 1960)
- 17 ottobre - Carla Boni, cantante italiana (n. 1925)
- 17 ottobre - David Burnside, allenatore di calcio e calciatore inglese (n. 1939)
- 17 ottobre - Gidiuli, cantante italiano (n. 1944)
- 17 ottobre - János Greminger, cestista ungherese (n. 1929)
- 17 ottobre - Vic Mizzy, compositore statunitense (n. 1916)
- 17 ottobre - Rosanna Schiaffino, attrice e modella italiana (n. 1939)
- 18 ottobre - Wilfredo Caimmi, partigiano e scrittore italiano (n. 1925)
- 18 ottobre - Sandro Pistolini, attore italiano (n. 1949)
- 18 ottobre - Ignacio Ponseti, medico spagnolo (n. 1914)
- 18 ottobre - Claudio Racca, regista cinematografico e direttore della fotografia italiano (n. 1930)
- 19 ottobre - Milun Marović, cestista jugoslavo (n. 1947)
- 19 ottobre - Angelo Musi, cestista statunitense (n. 1918)
- 19 ottobre - Alberto Testa, paroliere, autore televisivo e cantante italiano (n. 1927)
- 19 ottobre - Joseph Wiseman, attore canadese (n. 1918)
- 20 ottobre - Giuseppe Ardito, militare italiano (n. 1938)
- 20 ottobre - Ivan Burigotto, ciclista su strada italiano (n. 1935)
- 20 ottobre - Francesco De Robbio, arbitro di calcio e dirigente sportivo italiano (n. 1926)
- 20 ottobre - Joe Hutton, cestista e allenatore di pallacanestro statunitense (n. 1928)
- 20 ottobre - Leszek Nowak, filosofo polacco (n. 1943)
- 20 ottobre - Jef Nys, fumettista belga (n. 1927)
- 20 ottobre - Jurij Rjazanov, ginnasta russo (n. 1987)
- 21 ottobre - Andrej Balašov, velista russo (n. 1946)
- 21 ottobre - Salvatore Bellafiore, politico italiano (n. 1923)
- 21 ottobre - Heinz Czechowski, poeta e drammaturgo tedesco (n. 1935)
- 21 ottobre - Lionel Davidson, scrittore britannico (n. 1922)
- 21 ottobre - Gennadij Garbuzov, pugile sovietico (n. 1930)
- 21 ottobre - Francesco Malfatti, politico italiano (n. 1921)
- 21 ottobre - Renzo Rosso, scrittore, drammaturgo e sceneggiatore italiano (n. 1926)
- 21 ottobre - Giuliano Vassalli, partigiano, giurista e politico italiano (n. 1915)
- 22 ottobre - Maryanne Amacher, compositrice e artista statunitense (n. 1938)
- 22 ottobre - Daniel Bekker, pugile sudafricano (n. 1932)
- 22 ottobre - Pierre Chaunu, storico francese (n. 1923)
- 22 ottobre - Angelo De Marchi, naturalista italiano (n. 1940)
- 22 ottobre - Živko Kasun, cestista jugoslavo (n. 1937)
- 22 ottobre - Carole Roussopoulos, regista svizzera (n. 1945)
- 22 ottobre - Raymond Scardin, ciclista su strada francese (n. 1924)
- 22 ottobre - Libero Tresoldi, vescovo cattolico italiano (n. 1921)
- 22 ottobre - George Patrick Ziemann, vescovo cattolico statunitense (n. 1941)
- 23 ottobre - Lou Jacobi, attore canadese (n. 1913)
- 23 ottobre - Collins Mbulo, calciatore zambiano (n. 1971)
- 23 ottobre - Michel Motti, fumettista e illustratore francese (n. 1934)
- 23 ottobre - Ron Sobieszczyk, cestista e allenatore di pallacanestro statunitense (n. 1934)
- 23 ottobre - Guido Zurli, regista italiano (n. 1929)
- 24 ottobre - Fabio Maria Crivelli, giornalista e scrittore italiano (n. 1921)
- 25 ottobre - Camillo Cibin, militare e poliziotto italiano (n. 1926)
- 25 ottobre - Patricia Donnelly, modella statunitense (n. 1919)
- 25 ottobre - Thea Segall, fotografa rumena (n. 1929)
- 25 ottobre - Alberto Aldo Valentini, calciatore cileno (n. 1938)
- 26 ottobre - Jean-François Bergier, storico svizzero (n. 1931)
- 26 ottobre - Yoshirō Muraki, scenografo, costumista e direttore artistico giapponese (n. 1924)
- 27 ottobre - John David Carson, attore statunitense (n. 1952)
- 27 ottobre - Fernando Casuzzi, calciatore italiano (n. 1924)
- 27 ottobre - Roy DeCarava, fotografo statunitense (n. 1919)
- 27 ottobre - Mario Giovana, partigiano, giornalista e storico italiano (n. 1925)
- 27 ottobre - Salvador Serer, calciatore spagnolo (n. 1922)
- 28 ottobre - Elio Assirelli, politico italiano (n. 1923)
- 28 ottobre - Ingvar Carlsson, pilota di rally svedese (n. 1945)
- 28 ottobre - Filippo Manna, ingegnere italiano (n. 1922)
- 29 ottobre - Luis Fernando Castillo Mendez, vescovo venezuelano (n. 1922)
- 29 ottobre - Anna Aleksandrovna Timofeeva-Egorova, aviatrice sovietica (n. 1918)
- 29 ottobre - Beat Rüedi, hockeista su ghiaccio e allenatore di hockey su ghiaccio svizzero (n. 1920)
- 29 ottobre - Alexander Schure, imprenditore, regista cinematografico e produttore cinematografico statunitense (n. 1920)
- 29 ottobre - Corrado Scivoletto, prefetto e funzionario italiano (n. 1930)
- 29 ottobre - Bei Shizhang, biologo e educatore cinese (n. 1903)
- 30 ottobre - Ted Alevizos, cantante statunitense (n. 1926)
- 30 ottobre - Nicola Fierro, storico e archeologo italiano
- 30 ottobre - Clark Howat, attore statunitense (n. 1918)
- 30 ottobre - Juvenal, calciatore brasiliano (n. 1923)
- 30 ottobre - Claude Lévi-Strauss, antropologo, etnologo e filosofo francese (n. 1908)
- 30 ottobre - June Middleton, attivista australiana (n. 1926)
- 30 ottobre - Howie Schultz, giocatore di baseball, cestista e allenatore di pallacanestro statunitense (n. 1922)
- 30 ottobre - František Veselý, calciatore cecoslovacco (n. 1943)
- 31 ottobre - Diana Blefari Melazzi, terrorista italiana (n. 1969)
- 31 ottobre - Irena Conti Di Mauro, giornalista, poetessa e scrittrice polacca (n. 1924)
- 31 ottobre - Mustafa Mahmud, medico e filosofo egiziano (n. 1921)
- 31 ottobre - Qian Xuesen, matematico, fisico e ingegnere cinese (n. 1911)
- 31 ottobre - Francesco Spinelli, politico italiano (n. 1922)
- 31 ottobre - Vittoria Valmaggia, artista italiana (n. 1944)